# Guidimakha
Guidimakha is een regio in het uiterste zuiden van Mauritanië. Op het hoofdstedelijke district Nouakchott na is het het kleinste deelgebied van Mauritanië met een oppervlakte van 10.300 vierkante kilometer. In 2005 telde de regio een kleine 180.000 inwoners. De hoofdstad van Guidimakha is Sélibaby.

## Grenzen
De regio Guidimakha grenst aan twee van Mauritaniës buurlanden:
- De regio Matam van Senegal in het zuidwesten.
- De regio Kayes van Mali in het oosten.

En ook aan twee andere van 's lands regio's:
- Gorgol in het noordwesten.
- Assaba in het noordoosten.

## Districten
De regio is verdeeld in twee departementen:
- Ould Yengé
- Sélibaby

Adrar · Assaba · Brakna · Dakhlet Nouadhibou · Gorgol · Guidimakha · Hodh Ech Chargui · Inchiri · Nouakchott · Tagant · Tiris Zemmour · Trarza · Nouakchott (district)